# Strzyłki (stacja kolejowa)
Strzyłki (ukr. Стрілки) – stacja kolejowa w miejscowości Strzyłki, w rejonie samborskim, w obwodzie lwowskim, na Ukrainie. Położona jest na linii Sambor – Czop.

## Historia
Stacja została otwarta w 1905, gdy tereny te należały do Austro-Węgier. W okresie międzywojennym stacja nosiła nazwę Strzyłki Topolnica (od pobliskiej wsi Topolnicy).